# قائمة زملاء الجمعية الملكية المنتخبين في 1961
هذه الصفحة تعرض قائمة زملاء الجمعية الملكية المُنتخبين لعام 1961.

## الزملاء
- لويس هارولد غراي
- هاينز لندن [الإنجليزية]‏
- رودني هيل
- Brian Flowers, Baron Flowers [الإنجليزية]‏
- Arnold Ashley Miles [الإنجليزية]‏
- جوزيف شات
- Irene Manton [الإنجليزية]‏
- Robert George Spencer Hudson [الإنجليزية]‏
- Frank Kearton, Baron Kearton [الإنجليزية]‏
- Salimuzzaman Siddiqui [الإنجليزية]‏

## الأعضاء الأجانب
- Olaf Holtedahl [الإنجليزية]‏
- سليمان لفشيتز